# Кондраков Юрій Сергійович
Ю́рій Сергі́йович Кондрако́в (* 1996) — український баскетболіст, захисник.

## З життєпису
Народився 1996 року в Луганську. Перший тренер — Світлана Левченко.
Виступав за команди БК «Луганськ», «Запоріжжя-2-ЗНТУ». Член студентської збірної України, захисник. У БК «Запоріжжя» грає з 2014-го.
Станом на 2019 рік — студент ЗНТУ.
Був в складі студентської збірної України — Зотов Віталій (капітан), Кондраков Юрій, Марченко Кирило, Петров В'ячеслав, Сидоров Ілля — на Універсаді-2019; команда здобула історичну срібну медаль (головний тренер Степановський Віталій Васильович).